# Islamul Europei
     <1% (Cehia, Estonia, Finlanda, Ungaria, Islanda, Irlanda, Letonia, Lituania, Republica Moldova, Polonia, Portugalia, România, Slovacia)
     1%-2% (Belarus, Croația, Italia, Malta, Monaco, Ucraina)
     2%-4% (Andorra, Danemarca, Luxemburg, Norvegia, Serbia, Slovenia, Spania)
     4%-5% (Germania, Grecia, Liechtenstein, Elveția, Marea Britanie)
     5%-10% (Austria, Belgia, Franța, Olanda, Suedia, Georgia)
     10%-20% (Bulgaria, Cipru, Muntenegru, Rusia)
     20%-30%
     30%-40% (Macedonia)
     40%-50% (Bosnia și Herțegovina)
     50%-60%
     60%-70%  (Albania)
     70%-80%
     80%-90% (Kosovo)
     90%-95%
     95%-100% (Turcia)
Islamul este a doua religie ca mărime în Europa după creștinism. Deși majoritatea comunităților Musulmane din Europa provin din migrări de populație recente, există și comunități care preced perioada modernă, de exemplu, cele din Balcani.
Pentru prima oară, Islamul a intrat în Europa de Sud datorită invaziei maurilor din Africa de Nord în secolele VIII-X; Au existat entități politico-statale în ceea ce este astăzi Spania, Portugalia, Sudul Italiei și Malta pentru mai multe secole. Comunitatea Musulmană din aceste teritorii fie a fost convertită sau, în unele cazuri, expulzată până la sfârșitul secolului al XV-lea (vezi: Reconquista). Islamul s-a extins și în Caucaz, eveniment legat de cucerirea musulmană din Persia în secolul al VII-lea. Imperiul Otoman s-a extins în Europa de Sud-Est, invadând și cucerind porțiuni uriașe din Imperiul Bizantin în secolele XIV și XV. De-a lungul secolelor, Imperiul Otoman a pierdut treptat aproape toate teritoriile Europene, până când acesta din urmă s-a prăbușit în 1922. O moștenire a Imperiului Otoman o alcătuiesc țările din Balcani, multe dintre care continuă să aibă mari populații indigene de musulmani, deși majoritatea membrilor acestora nu sunt practicanți sau sunt laici.
Termenul „Europa musulmană” se referă mai ales la țările majoritar musulmane, cum ar fi Albania, Kosovo și Bosnia și Herțegovina. Țări care se întind pe ambele continente, cum ar fi Turcia, Azerbaidjanul și Kazahstanul au și ele o pondere considerabilă a populației de religie musulmană, cum e și cazul regiunii Caucazului de Nord din Rusia.
La sfârșitul secolului XX și începutul secolului XXI, un număr substanțial de musulmani au emigrat în Europa de Vest. Până în 2010, estimativ 44 de milioane de Musulmani trăiau în Europa (6%), inclusiv 19 milioane în UE (3.8%). Se așteaptă ca aceste cifre să crească până la 8% în 2030, statistici care de multe ori alcătuiesc obiectul unor dezbateri intense și campanii electorale. Discuțiile la această temă sunt readuse la ordinea zilei periodic de mai multe evenimente, cum ar fi atacurile teroriste comise de către islamiști, scandaluri ce vizează caricaturi, dezbateri despre voalul islamic, și sprijinul crescând pentru partidele de dreapta populiste, în viziunea cărora musulmanii alcătuiesc o amenințare la adresa valorilor, culturii și modul de viață european. Astfel de evenimente au sporit de asemenea și dezbaterile legate de islamofobie, de atitudinile față de Musulmani și de populismul de dreapta.

## Vezi și
- Expansiunea musulmană
- Cultura islamică
- Voalul islamic
- Feminismul Islamic
- Terorismul Islamic
- Islamismul
- Listă de moschei în Europa
- Listă de moschei în Rusia
- Listă de războaie ale Imperiului Otoman în Europa
- Persecutarea musulmanilor
- Turcii din Europa

## Legături externe
- „Muslim Population by Country”. The Future of the Global Muslim Population. Pew Research Center. 27 ianuarie 2011. Arhivat din original la 9 februarie 2011. Accesat în 22 decembrie 2011.
- For Muslim Minorities, it is Possible to Endorse Political Liberalism, But This is not Enough
- BBC News: Muslims in Europe
- Khabrein.info: Barroso: Islam is part of Europe Arhivat în 9 iunie 2015, la Wayback Machine.
- Euro-Islam Website Coordinator Jocelyne Cesari, Harvard University and CNRS-GSRL, Paris
- Asabiyya: Re-Interpreting Value Change in Globalized Societies
- Why Europe has to offer a better deal towards its Muslim communities. A quantitative analysis of open international data
- Köchler, Hans, Muslim-Christian Ties in Europe: Past, Present and Future, 1996
- „Islam in Europe: A Resource Guide”. USA: New York Public Library. 2011.